# Мендельсон, Альфред
Альфред Мендельсон (рум. Alfred Mendelsohn; 1910—1966) — румынский композитор, дирижёр, педагог. Заслуженный деятель искусств СРР (1952).

## Биография
Родился в Бухаресте в 1910 году.
В 1927—1931 гг. обучался в Вене, в Академии музыки и изобразительных искусств, у Йозефа Маркса и Франца Шмидта, затем, в 1931—1932 гг., в Бухарестской консерватории по классу композиции у Михая Жоры; с 1949 г. профессор этой консерватории. В 1946—1954 гг. дирижёр Румынского театра оперы и балета, где были поставлены его балеты «Белый арап» (по И. Крянгэ, 1949) и «Кэлин» (по М. Эминеску, 1957). С 1954 г. секретарь Союза композиторов СРР. Лауреат Государственных премий СРР (1952, 1954), премии им. Энеску (1948).
Скончался в Бухаресте 9 мая 1966 года.

## Сочинения
Среди произведений Альфреда Мендельсона: оперы «Мастер Маноле» (1949), «Микеландокело» (1964, Оперный театр в Тимишоаре); балеты «Белый арап» (Harap Alb, 1949, Румынский театр оперы и балета) и «Кэлин» (по М. Эминеску, 1956, там же); оперетта «Антон Панн» (1963, Бухарестский театр оперетты); оратории и кантаты, в т. ч. «1907» (1956), «Голос Ленина» (Glasul lui Lenin, 1957), «Великому Октябрю» (Pentru Marele Octombrie, по В. В. Маяковскому, 1960); для оркестра — 9 симфоний (1944—1964), симфонические поэмы, в т. ч. «Обвал Дофтаны» (Prabusirea Doftanei, 1949; Государственная премия СРР, 1952), «Цветы Белоянису» (Flori pentru Nikos Beloiannis, 1953; Гос. премия СРР, 1954); 3 концерта для скрипки с оркестром (1953, 1957, 1963), концерт для органа с камерным оркестром (1960); 10 струнных квартетов и других камерных произведений, в т. ч. фортепианный квинтет (1953; Гос. премия, 1954); хоры, музыка для драматического театра и кино. Литературное сочинение: Melodia si arta onvesmintarii ei, Buc., 1963 (совм. с Т. Моисеску).